# Uresiphita gilvata
Uresiphita gilvata — вид лускокрилих комах родини вогнівок-трав'янок (Crambidae).

## Поширення

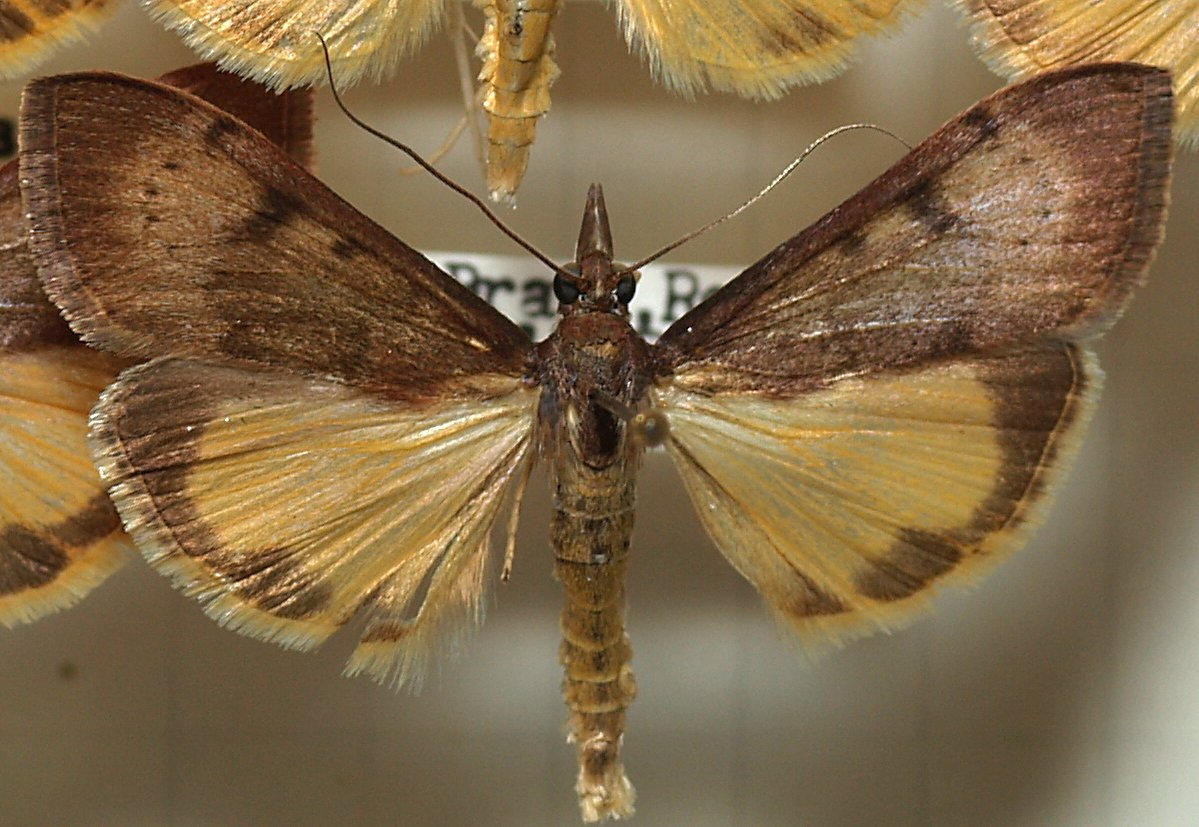

Вид поширений в Європі та Північній Африці. Присутній у фауні України.

## Опис
Розмах крил становить 29-37 мм. Переднє крило від сіруватого до світло-коричневого, іноді білуватого кольору з обох боків серединної зони. Задне крило бліде або яскраво-жовте з чорним краєм. Лінії змінюються від слабких до чітких. Постмедійна лінія хвиляста, а передня — майже пряма.

## Спосіб життя
Метелики з вересня по жовтень залежно від місця розташування. Личинка харчується різними низькорослими трав'янистими рослинами, у тому числі Genista, Cytisus та Ulex.